# Organisation pour la démocratie populaire/Mouvement du travail
 (septembre 2018).
Si vous disposez d'ouvrages ou d'articles de référence ou si vous connaissez des sites web de qualité traitant du thème abordé ici, merci de compléter l'article en donnant les références utiles à sa vérifiabilité et en les liant à la section « Notes et références ».
L'Organisation pour la démocratie populaire/Mouvement du travail est un parti politique burkinabé fondé par Blaise Compaoré en avril 1989 à partir de l'Union des communistes burkinabè (UCB), l'Organisation militaire révolutionnaire (en) (OMR), l'Union des luttes communistes - la flamme (en) (ULC-La Flamme) et le Groupe communiste burkinabè (en) (GCB).

## Histoire
Le 15 avril 1989, la Conférence pour la réunification des organisations de gauche réunit l’UCB (Union des Communistes Burkinabé), une fraction du GCB (Groupe des Communistes Burkinabé) devenue par la suite MDS, et une autre de l’ULC, le PLP (Pour le Parti) se retrouvent avec les militaires pour créer l’ODP/MT (Organisation pour la Démocratie Populaire, Mouvement du Travail).
L’ODP-MT, parti présidentiel de Blaise Compaoré, fusionne avec une dizaine de partis en 1996 pour former le CDP, Congrès pour la démocratie et le progrès :
- Organisation pour la démocratie populaire/Mouvement du travail (ODP/MT)
- Convention nationale des patriotes progressistes, Parti social-démocrate (CNPP/PSD)
- Groupe des démocrates révolutionnaires (GDR)
- Mouvement pour la démocratie socialiste (MDS)
- Parti de l'action pour le libéralisme solidaire (PACTILS)
- Parti pour la démocratie et le rassemblement (PDR)
- Rassemblement des sociaux-démocrates indépendants (RSI)
- Union des sociaux-démocrates (UDS)
- Union des démocrates et patriotes du Burkina (UDPB)
- Parti pour le panafricanisme et l'unité (PPU)

## Résultats électoraux
Le parti est présent aux élections législatives de 1992 :
| Année | %     | Sièges   | Rang |
| ----- | ----- | -------- | ---- |
| 1992  | 48,46 | 78 / 107 | 1er  |